# KHBステーションEYE
『KHBステーションEYE』は、1993年4月3日から1997年9月28日まで4年半、東日本放送で夕方に生放送されていた宮城県向けのローカルワイドニュース番組で、『ステーションEYE』の宮城県ローカルパートに相当する。

## 概要
- 『KHB 530ステーション ANN』（『ANN 530ステーション』）が終了し、『ステーションEYE ANN』週末版が開始するのを受けて本番組がスタートした。

- 開始当初は週末のみに放送されていたが、『KHBエリアリポート』が終了したことで平日にも放送されるようになった。

## キャスター

### 平日
- 山口則幸[1]
- 安田佑子[1]

### 週末
- シフト勤務

## 放送時間
| 期間      | 期間      | 放送時間（JST） | 放送時間（JST） | 放送時間（JST） |
| 期間      | 期間      | 月曜日 - 木曜日 | 金曜日          | 土曜日・日曜日  |
| --------- | --------- | --------------- | --------------- | --------------- |
| 1993.4.3  | 1994.10.2 | （放送無し）    | （放送無し）    | 17:30 - 18:00   |
| 1994.10.3 | 1997.3.30 | 18:00 - 19:00   | 18:00 - 18:45   | 17:30 - 18:00   |
| 1997.4.5  | 1997.9.28 | （放送終了）    | （放送終了）    | 17:30 - 18:00   |

### 補足
- 18:00 - 18:30（週末は17:30 - 17:48）は『ステーションEYE ANN』（全国パート）を放送。
- 1997年3月31日以降、平日は『KHBニュースチャンネル』放送のため終了。